# NGC 7119B
NGC 7119B (другие обозначения — PGC 67322, NGC 7119-2, ESO 288-1, AM 2143-464, IRAS21430-4644) — спиральная галактика (Sc) в созвездии Журавль.
Этот объект не входит в число перечисленных в оригинальной редакции «Нового общего каталога» и был добавлен позднее.